# Gonzalo Yáñez de Mendoza

Armas de Gonzalo Yáñez de Mendoza.

Gonzalo Yáñez de Mendoza (Álava, ca. 1297/1318-1359), fue VIII señor de Mendoza.

## Vida
Hijo de Diego Hurtado de Mendoza (m. después de 1332), VII señor de Mendoza, y de su esposa María de Rojas. Su padre, Diego Hurtado de Mendoza aparece documentado el 10 de enero de 1331 en un compromiso arbitral en Arriaga así como el 2 de abril de 1332, cuando se declara, con sus hijos Gonzalo Yáñez y Hurtado Díaz de Mendoza, vasallos del rey Alfonso XI de Castilla. Gonzalo y Hurtado probablemente tuvieron una hermana, Toda Hurtada de Mendoza, esposa de Diego López de Estúñiga.
Fue el primero de los Mendoza, en entrar al servicio de Alfonso XI, de quien era montero mayor, al declararse los señores de Álava, vasallos del rey de Castilla en 1332. Se estableció en la ciudad de Guadalajara donde ocupó el cargo de regidor. Con Gonzalo, comienza la rama alcarreña de los Mendoza.
Participó en la batalla del Río Salado en 1340, contra los Benimerines y en el sitio de Algeciras con su suegro Orozco, donde falleció de la peste el rey Alfonso XI.

## Matrimonio y descendencia
Se casó en 1340 con Juana de Orozco, señora de Hita y Buitrago, hermana de Íñigo López de Orozco, señor de Escamilla, otro vasco emigrado en tiempos de Fernando III, hijos de Diego Fernández de Orozco y Mencía Fernández, hija de Juan Fernández de Valdés y de Teresa Arias. Fueron padres de: 
- Pedro González de Mendoza (m. 14 de agosto de 1385), según la leyenda, fue el héroe de Aljubarrota al ceder su caballo al rey Juan I de Castilla.[4]
- Fernando Díaz de Mendoza (m. 14 de agosto de 1385) el genearca de los Mendoza de Jaén,[4] también falleció en la batalla de Aljubarrota junto a su hermano mayor. Contrajo matrimonio con Isabel Méndez de Sotomayor, hermana de Luis Méndez de Sotomayor, IV señor del Carpio, con sucesión.[6]
- María González de Mendoza, esposa de Suero Pérez de Quiñones, señor de Luna, fallecido en la batalla de Nájera en 1367.[7] Padres de Pedro y Leonor Suárez de Quiñones y de Ares Pérez de Quiñones. El señorío pasó a su sobrino, Diego Fernández de Quiñones, hijo de su hermana Leonor.[8] Después de enviudar, María se casó con Miguel López de Lezcano, según consta en el testamento de su hermano Pedro del 9 de agosto de 1383.